# Abrophyllum
Abrophyllum – rodzaj roślin z rodziny Rousseaceae. Obejmuje 2 gatunki występujące we wschodniej Australii. 

## Systematyka
Pozycja systematyczna według APweb (aktualizowany system APG IV z 2016)
Rodzaj z rodziny Rousseaceae z podrodziny Carpodetoideae.
Wykaz gatunków
- Abrophyllum microcarpum (F.M.Bailey) Domin
- Abrophyllum ornans (F.Muell.) Hook.f.